# Clic mortel
Clic mortel (Kill Switch) est le 11e épisode de la saison 5 de la série télévisée X-Files. Dans cet épisode, Mulder et Scully enquêtent sur la mort d'un informaticien pionnier dans le domaine de l'intelligence artificielle.
Coécrit par l'écrivain William Gibson, cet épisode a été le plus coûteux à produire des cinq premières saisons et a obtenu des critiques favorables.

## Résumé
Dans un diner de Washington, Donald Gelman essaie d'accéder à des fichiers informatiques protégés à partir de son ordinateur portable. Pendant ce temps, plusieurs malfrats ainsi que deux US Marshals sont attirés dans le même diner par des appels anonymes. Une fusillade éclate au moment où Gelman vient d'accéder aux fichiers et tout le monde est tué. Arrivés sur les lieux, Mulder et Scully identifient le corps de Gelman, un informaticien de génie. Mulder emporte avec lui son ordinateur portable et trouve un CD à l'intérieur. Les deux agents se rendent alors chez les Lone Gunmen, qui découvrent les fichiers chiffrés mais ne peuvent les décoder. Une vérification de la boîte mail de Gelman conduit Mulder et Scully à un conteneur maritime rempli d'équipement informatique de pointe, où ils arrêtent Invisigoth, une jeune femme connaissant Gelman. Tous trois quittent le conteneur juste avant qu'il ne se fasse détruire par un missile à guidage satellite et retournent chez les Lone Gunmen.
Invisigoth, dont le véritable nom est Esther Nairn, informe Mulder et Scully qu'elle a créé une intelligence artificielle avec Gelman et un troisième informaticien nommé David Markham. L'IA a échappé à leur contrôle et Gelman a tenté de la supprimer avec un virus surnommé Clic mortel se trouvant sur le CD trouvé par Mulder. L'IA s'est alors protégée en faisant tuer Gelman dans la fusillade. Afin de trouver l'ordinateur dans lequel se niche l'IA, Invisigoth se sert d'un accès gouvernemental fourni par le statut d'agent du FBI. Sur ses indications, Mulder trouve dans le comté de Fairfax une caravane reliée à une ligne T-3 secrète. Pendant ce temps, Invisigoth et Scully se rendent chez Markham mais trouvent sa maison réduite en cendres. Invisigoth avoue alors à Scully que Markham et elle étaient amoureux et prévoyaient de transférer leurs consciences dans le cyberespace par l'intermédiaire de l'IA.
Mulder trouve dans la caravane le corps de Markham ainsi que l'ordinateur mais est capturé par l'IA. Il est alors piégé dans une réalité virtuelle hyper-réaliste dans laquelle il a été amputé de ses bras par des infirmières qui menacent de faire subir le même sort à ses jambes s'il ne révèle pas où est le Clic mortel. Il est secouru par Scully mais ce n'est qu'un leurre pour lui faire avouer ce qu'il sait. Pendant ce temps, Scully et Invisigoth arrivent à la caravane et trouvent Mulder inconscient et attaché. Elles livrent le Clic mortel à l'IA, qui relâche alors Mulder. Scully emmène Mulder à l'extérieur tandis qu'Invisigoth transfère sa conscience dans l'IA. La caravane est frappée peu après par un missile. Plus tard, les Lone Gunmen reçoivent sur leur ordinateur un message insultant provenant certainement d'Invisigoth.

## Distribution
- David Duchovny : Fox Mulder
- Gillian Anderson : Dana Scully
- Kristin Lehman : Esther Nairn / Invisigoth
- Tom Braidwood : Melvin Frohike
- Dean Haglund : Richard Langly
- Bruce Harwood : John Fitzgerald Byers
- Kate Luyben : l'infirmière Nancy
- Peter Williams : Jackson

## Production

### Préproduction
L'écrivain William Gibson rencontre Chris Carter à l'occasion d'un trajet en avion entre Vancouver et Los Angeles et l'aborde pour lui demander la permission de faire visiter le plateau de tournage à sa fille âgée de treize ans, qui est alors une fan de X-Files. Plus tard, Carter propose à Gibson d'écrire un épisode pour la série et l'écrivain s'y attelle avec son ami Tom Maddox, l'écriture s'étalant sur plus d'une année. Le scénario traite de thèmes récurrents de l'œuvre de Gibson : l'aliénation, la paranoïa, la volonté de survivre, l'intelligence artificielle, la réalité virtuelle et le transfert d'un esprit humain dans le cyberespace. Gibson y introduit également des réminiscences de l'œuvre de David Cronenberg ainsi que des clins d'œil et des piques envers la cyberculture.
L'idée de la caravane protégée par divers systèmes de sécurité et contenant un gigantesque ordinateur vient de Maddox, alors que Gibson a celle de la réalité virtuelle qu'expérimente Mulder. Le scénario nécessite d'importantes réécritures de la part de Chris Carter et Frank Spotnitz, qui durcissent notamment l'attitude d'Invisigoth et accroissent ses interactions avec Mulder et Scully. Le succès remporté par l'épisode encourage Gibson et Maddox à rééditer l'expérience, dont le résultat sera l'épisode Maitreya lors de la septième saison.

### Tournage
Clic mortel est l'épisode dont la production est la plus coûteuse des cinq premières saisons de la série. Son tournage dure 22 jours, le réalisateur Rob Bowman confiant que c'est l'épisode le plus complexe qu'il ait eu à mettre en scène. Les scènes avec Scully et Invisigoth sur le pont sont filmées sur le Westham Island Bridge, sur l'estuaire du fleuve Fraser à Ladner. Ce pont étant le seul moyen d'accéder à une communauté agricole, elles nécessitent une autorisation de tournage qui n'est obtenue qu'un mois après sa demande.
L'épisode inclut plusieurs scènes d'explosions élaborées. Celle du conteneur doit initialement être filmée dans le port de Vancouver mais la ville retire finalement la permission qu'elle avait accordée. La scène est alors tournée dans un centre de recyclage de Burnaby où de nombreux conteneurs sont rassemblés par l'équipe de tournage. La scène de la destruction de la caravane est quant à elle filmée près de l'aéroport de Boundary Bay, à Delta. La production reçoit par la suite plusieurs doléances de personnes vivant jusqu'à 15 km du lieu de l'explosion et se plaignant du bruit de l'explosion et de son onde de choc.
Le robot qui attaque Mulder est inspiré des astromobiles des missions sur Mars de la NASA et sa construction coûte 23 000 $. Les photos satellites de Washington sont fournies par un satellite français SPOT. La scène de Scully combattant les infirmières est en partie créée en animation 3D par un spécialiste engagé spécialement pour l'occasion. Cette scène est l'une des favorites de Gillian Anderson, alors que David Duchovny s'est à l'inverse plaint que son personnage devait se montrer impressionné par le kung-fu de Scully alors qu'il n'avait plus de bras.

## Accueil

### Audiences
Lors de sa première diffusion aux États-Unis, l'épisode réalise un score de 11,1 sur l'échelle de Nielsen, avec 16 % de parts de marché, et est regardé par 18,04 millions de téléspectateurs.

### Accueil critique
L'épisode a recueilli des critiques globalement favorables. Dans leur livre sur la série, Robert Shearman et Lars Pearson lui donnent la note de 4/5. Paula Vitaris, de Cinefantastique, lui donne la note de 3/4, saluant l'expertise de la mise en scène et citant comme point culminant l'expérience virtuelle de Mulder. John Keegan, du site Critical Myth, lui donne la note de 8/10. Todd VanDerWerff, du site The A.V. Club, lui donne la note de B+.
En France, le site Le Monde des Avengers lui donne la note de 3/4. Le site Daily Mars évoque un épisode « incroyablement spectaculaire » qui oscille « entre science-fiction, tragédie et comédie, en réussissant à ne pas s’effondrer sous le poids de son ambition ».

### Distinctions
L'épisode remporte en 1998 l'Emmy Award du meilleur montage pour une série.